# Леплинський Костянтин Михайлович
Леплинський Костянтин Михайлович (1.6.1857 — 16.02.1919) — лікар-психіатр, приват-доцент Київського університету, лікар Кивської духовної академії. Голова Київського російського товариства правильного полювання, голова Клубу мисливців.

## Біографія
Закінчив Могильовську духовну семінарію. Навчався на медичному факультеті Університету Святого Володимира, який закінчив 1883 року.
1893 року захистив у Військово-медичній академії дисертацію доктора медицини на тему «До питання про вплив двовуглекислого натрію (5 грамів на добу) на засвоєння та обмін азоту їжі в здорових людей». Опонентами (цензорами) дисертації були професори Юрій Чудновський та Іван Павлов, а також приват-доцент Олександр Липський.
З 1893 року працював у відділенні душевнохворих Кирилівської лікарні. У 1896 році був одним з 10 штатних ординаторів цієї лікарні. З 1895 року вів прийом хворих в Олександівській лікарні.
Працював також у Київській духовній академії.
У 1906 році проживав у будинку № 31 по вулиці Маловолодимирській у Києві.
У 1914 році призначений старостою села Перегонівка у Васильківському повіті
Був одружений з Анастасією Стефанівною.
У 1915 році був почесним мировим суддею, губернським гласним від Васильківського повіту.
Член Товариства київських лікарів.

## Наукові праці
- О призрении душевно-больных в Киевской губернии: Докл. д-ра К. М. Леплинского, чит. 21 апр. 1890 г. в Обществе Киевских врачей. — [Киев]: тип. газ. «Киев. слово», ценз. 1890. — 11 с.; 20.
- О применении физического труда в отделении душевнобольных Кирилловской больницы // Киевлянин. 1890. № 71
- К вопросу о причинах скорбута. С.-Петербург, 1893.

## Нагороди
- Орден святого Володимира 4-го ступеня (06.05.1911)[7]
- Орден святої Анни 2-го ступеня [8]